# Александер, Франческа
Франческа Александер (англ. Francesca Alexander, полное имя Esther Frances Alexander, известна также как Fanny Alexander; 1837—1917) — американская художница, иллюстратор и переводчик.

## Биография
Родилась 27 февраля 1837 года в Бостоне в семье художника-портретиста Фрэнсиса Александера и его жены — Люсии Грей Александер (урождённая Светт), которая происходила из богатой семьи филантропов из Массачусетса. Когда девочке было шестнадцать лет, семья переехала во Флоренцию, Италия.
В Италии ранняя художественная деятельность Франчески была частью благотворительной деятельности её матери — она создавала портреты бедных тосканских фермеров в качестве подарков для богатых американских покровителей их дела. В процессе своей работы она познакомилась с местными народными обычаями и традициями, собирала песни и рассказы, переводила их для публикации.
В 1882 году друг семьи Александер познакомил Франческу с английским критиком Джоном Рёскином. Он заинтересовался её творчеством, особенно простыми душевными иллюстрациями, также купил у неё две рукописи за 600 фунтов. Первая была опубликована в 1883 году под названием «История Иды» (The Story of Ida), а её автор значился просто как «Франческа». Книга вышла в Соединённых Штатах и в Великобритании. Основная работа Александер Roadside Songs of Tuscany была отредактирована Раскином и опубликована в десяти частях в 1884—1885 годах.
В последние годы жизни Франческа Александер ослепла и была слаба здоровьем.
Умерла 21 января 1917 года во Флоренции и была похоронена на Английском кладбище во Флоренции.
Работы Франчески Александер находятся в собрании Boston Athenæum. Переписка между нею и Рёскиным, а также письма родственникам хранятся в Библиотеке и музее Моргана.